# Giuseppe Benedetto Cottolengo

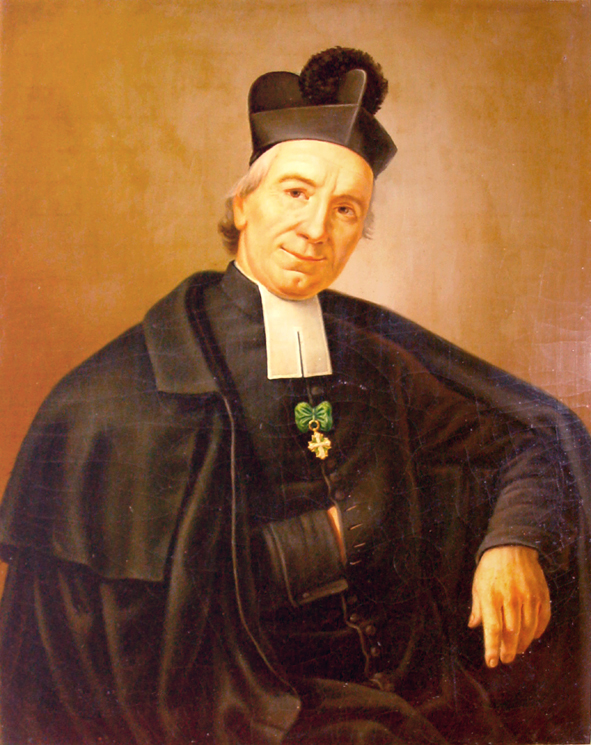
Heilige Giuseppe Benedetto Cottolengo

Giuseppe Benedetto Cottolengo (Bra, 3 mei 1786 – Chieri, 30 april 1842) was een Italiaans geestelijke en ordestichter en is een heilige van de Katholieke Kerk.
Cottolengo werd op 8 juni 1811 priester gewijd. Hij werd vervolgens pastoor op het platteland van Piëmont en vervolgens kanunnik van het kapittel van de Basiliek Corpus Domini in Turijn. Toen hij in 1827 bij het bed van een zieke geroepen werd en deze overleed ook omdat hij geen geld had voor een behandeling, besloot Cottolengo zich aan de armenzorg te gaan wijden. In 1828 opende hij een inzamelingsdepot voor de armen. Later richtte hij het Piccola Casa della Divina Provvidenza (Nederlands: Kleine Huis van de Goddelijke Voorzienigheid) waar dakloze armen konden worden gehuisvest. Hij richtte daarnaast kloostergemeenschappen op voor mannen en vrouwen, alsmede een priestersociëteit. De Orde van Sint Giuseppe Benedetto Cottolengo heeft overal ter wereld gemeenschappen die zich nog steeds met de armenzorg bemoeien.
Cottolengo werd op 19 maart 1934 heilig verklaard door paus Pius XI. Zijn feestdag is op 30 april.
In zijn encycliek Deus Caritas Est heeft paus Benedictus XVI Cottolengo genoemd als een van de voorbeelden van sociale liefdadigheid voor alle mensen van goede wil